# 오마타촌 (후쿠시마현)
오마타촌(尾岐村)은 후쿠시마현 오누마군에 있던 촌이다. 현재의 아이즈미사토정 남서부에 해당한다.

## 역사
- 1889년 4월 1일 - 정촌제 시행에 의해 7촌의 구역으로 성립하였다.
- 1955년 3월 31일 - 다카다촌, 다가와촌, 아카자와촌, 오키촌, 히가시오키촌, 아사히촌, 나가이노촌과 합병해 아이즈미사토정이 성립, 동일 후지카와촌이 폐지되었다.

## 참고문헌
- 角川日本地名大辞典 7 福島県